# Neyron
Neyron [neʁɔ̃] es una comuna francesa situada en el departamento de Ain, de la región de Auvernia-Ródano-Alpes. Pertenece a la comunidad de comunas de Miribel et du Plateau.

## Geografía
Neyron está en el suroeste del departamento, en el límite con la Metrópoli de Lyon. Pertenece a la aglomeración urbana de Lyon.

## Demografía
| 640 | 802 | 951 | 1 032 | 1 138 | 1 326 | 1 723 | 2 157 | 2 278 | 2 497 | 2 527 |
| Para los censos de 1962 a 1999 la población legal corresponde a la población sin duplicidades (Fuente: INSEE [Consultar]) |     |     |       |       |       |       |       |       |       |       |